# Браун, Анхела Акунья
Анхела Акунья Браун (исп. Ángela Acuña Braun; 2 октября 1888, Картаго (Коста-Рика) — 10 октября 1983, Сан-Хосе (Коста-Рика)) — коста-риканская юристка, дипломат, общественный деятель, борец за права женщин.

## Биография
Коста-риканка немецкого происхождения.
После окончания школы в 1906 году отправилась во Францию и Великобританию для продолжения учёбы. В Англии стала свидетелем ожесточенной борьбы суфражисток за образование и избирательное право женщин. В 1913 году была первой женщиной, получившей возможность изучать юриспруденцию в местной школе права (Escuela de Derecho).
В 1915 году основала женский журнал «Fígaro». В следующем году получила степень бакалавра и представила Конгрессу Коста-Рики первую в стране петицию по гражданскому законодательству. Участвовала в борьбе против диктатуры братьев Тиноко, включая забастовку педагогов в 1919 году. В том же году она стала первой женщиной, работавшей в Министерстве народного просвещения Коста-Рики.
В 1921 году из-за проблем со здоровьем отправилась в США, где в следующем году посетила конвенцию Национальной лиги женщин-избирательниц в Балтиморе и Панамериканскую конференцию женщин в Нью-Йорке. По призыву мексиканской феминистки Элены Арисменди Мехия в 1923 году вместе с забастовщицами 1919 года создала местную секцию Международной лиги иберийских и латиноамериканских женщин (Liga Internacional de Mujeres Ibéricas e Hispanoamericanas) — Коста-риканскую феминистическую лигу, или Женскую лигу Коста-Рики (Liga Feminista Costarricense), которую возглавляла в качестве президента.
В 1924 году, пять лет спустя после стачки 1919 года вновь выступила за права женщин-педагогов и потребовала за одинаковую работу, что и мужчины, выплачивать им такую же зарплату. А. Браун в 1925 году получила докторскую степень (licenciatura). Её диссертация на тему «Права ребенка в современном законодательстве» (Los Derechos del Niño dentro de la Ley Moderna) привела к важным изменениям в Гражданском кодексе страны. Она была первой в Центральной Америке женщиной-адвокатом.
В 1926 году отправилась в Брюссель, где получила диплом по птицеводству. Вернувшись на родину, в 1929 году начала кампанию за избирательные права женщин и доступ женщин к должностям в судебных органах или в качестве нотариусов. Она также выступила за равную оплату труда школьных уборщиц.
В 1940 году А. Браун основала коста-риканское отделение Панамериканского круглого стола, а в следующем году была назначена делегатом Межамериканской комиссии женщин.
В 1943 году была соучредителем газеты «Mujer y Hoy». По её требованию Учредительное собрание 1948 года включило права женщин в свою повестку дня. Избирательное право женщин было принято в 1950 году. В том же году А. Браун была названа «Матерью Коста-Рики» и получила множество наград в Северной Америке.
В 1957 году была назначена послом Коста-Рики в Организации американских государств, стала первой женщиной, назначенной на дипломатический пост в ОАГ. В том же году была названа «Женщиной Америки».
В 1970 году после многих лет подготовительной работы завершила свой двухтомный труд La mujer costarricense a través de cuatro siglos, социально-историческое исследование женщин Коста-Рики за четыре столетия.

## Память
- С 1984 года Национальная премия в области журналистики, присуждаемая авторам, продвигающим идеалы равенства женщин в Коста-Рике, носит её имя и присуждается Национальным институтом женщин.
- Удостоена звания Заслуженный перед Отечеством (исп. Benemérito de la Patria).